# Coudes
Coudes település Franciaországban, Puy-de-Dôme megyében. Lakosainak száma 1241 fő (2022. január 1.). Coudes Parent, Montpeyroux, Neschers, Plauzat, Sauvagnat-Sainte-Marthe és Yronde-et-Buron községekkel határos.

## Népesség
A település népességének változása:
| Lakosok száma | 1180 | 1212 | 1242 | 1249 | 1270 | 1269 | 1273 | 1257 | 1241 |
|               | 2013 | 2015 | 2016 | 2017 | 2018 | 2019 | 2020 | 2021 | 2022 |